# Shoot Away
Shoot Away ist eine Serie von Arcade-Spielen, die ab 1984 von Namco (dem Entwickler von Pac-Man) produziert wurden. Es handelt sich um elektromechanische Wurfscheiben-Spiele mit einem Projektionssystem und Lightguns in Form von Gewehren.

## Versionen
- Shoot Away (1984)
- Shoot Away II (1993)

Die Unterschiede zwischen den beiden Versionen sind gering und betreffen hauptsächlich die Spielvarianten. Die Projektionswände gibt es jeweils in 2 Größen (167 oder 260 cm breit).

## Beschreibung
Die flache Projektionswand ist mit einem Foto von einer Waldlichtung samt Himmel ausgestattet. In einigem Abstand davor steht das Projektionsgerät mit seitlichen Halterungen für die zwei Gewehre. Diese können richtig in die Hand genommen werden, wie echte Waffen. Die Wurfscheiben (Tontauben) erscheinen stets an unterschiedlichen Stellen und fliegen schnell durch das Bild. Das Ziel ist es, möglichst viele zu treffen, bzw. mehr als der Gegner.
Das Spiel ist für einen oder 2 Spieler; es gibt drei Schwierigkeitsstufen.

## Portierungen
- als Minispiel in Time Crisis 2 (Arcade, PlayStation 2)
- als Minispiel in Point Blank (Nintendo DS)
- Handyspiel (Namco, 2003) siehe Weblink

## Ähnliche Spiele
- Duck Hunt (Sega, 1969, elektromechanisches Arcade-Gerät ohne Projektion)
- Twin Skeet Shoot (Chicago Coin, 1974, elektromechanisch)
- Duck Hunt (NES, PlayChoice-10, Nintendo 1984)
- Vs. Duck Hunt (Nintendo, 1984)
- Clay Pigeon (Exidy, 1986)
- Skeet Shooting Disziplin in Track & Field, nur Playchoice-10-Version
- Skeet Shooting Disziplin in Summer Games (C64 u. a.), ohne Lightgun